# Áyios Nikólaos (ort i Grekland, Västra Grekland, Nomós Ileías)
Áyios Nikólaos är en ort i Grekland.   Den ligger i prefekturen Nomós Ileías och regionen Västra Grekland, i den sydvästra delen av landet, 230 km väster om huvudstaden Aten. Áyios Nikólaos ligger 43 meter över havet och antalet invånare är 1 305.
Terrängen runt Áyios Nikólaos är platt. Havet är nära Áyios Nikólaos åt sydväst.  Närmaste större samhälle är Gastoúni, 11,7 km öster om Áyios Nikólaos. 